# Rue de l'Inspecteur-Allès
La rue de l'Inspecteur-Allès est une voie du 19e arrondissement de Paris, en France.

## Situation et accès
La rue de l'Inspecteur-Allès est une voie publique située dans le 19e arrondissement de Paris. Elle débute au 21-25, rue des Bois et se termine au 66, rue de Mouzaïa.

## Origine du nom
Elle porte le nom de l'inspecteur de la police judiciaire Victor Allès (1904-1930), mort dans l'exercice de ses fonctions.
Le 22 novembre 1930, Victor Ernest Allès, grièvement blessé par Innocent Almatraz au 229, rue de Crimée, succombe à ses blessures le lendemain. Victor Ernest Allès était né le 21 janvier 1904 dans le 10e arrondissement de Paris. D'abord employé de commerce, il fait son service militaire au 311e régiment d'artillerie et devient maréchal des logis. Il entre dans les services de la préfecture de police de Paris en tant que gardien de la paix, le 11 décembre 1925. Le 21 février 1929, il entre, après concours, dans les cadres de la police judiciaire, affecté au service de la voirie publique.

## Historique
La rue est située, sur son tronçon entre la rue du Pré Saint-Gervais et l'actuelle rue de Mouzaïa, sur le tracé d'un sentier non dénommé figurant sur le cadastre de 1812 de l'ancienne commune de Belleville, « chemin du bois d'Ormes »  sur le cadastre de 1844  de cette commune, puis « petite rue des Lilas » très étroite sur le cadastre de 1885 de la Ville de Paris. 
La rue ouverte en 1934 sur la totalité de son parcours et de sa largeur actuels avait été dénommée par un arrêté du 5 avril 1932.